# アジア・モンロー主義
アジア・モンロー主義（あじあ・もんろーしゅぎ）とは、アジア主義の一種。モンロー主義のようにアジアにおける排他的な覇権（自給自足圏）を確立することによって、大日本帝国の自立を図ろうとするものを指す。東亜新秩序・大東亜共栄圏の基礎となった。東洋モンロー主義、東亜モンロー主義、極東モンロー主義、日本モンロー主義とも呼ばれる。
1898年11月、近衛篤麿が「亜細亜のモンロー主義」を打ち出したことが始まりとされる。第一次世界大戦後のパリ講和会議で人種的差別撤廃提案が否決され、さらに1924年（大正13年）に排日移民法案がアメリカ議会を通過すると、日本国内には「アジア同盟で米英に対処すべし」との考えが生まれ高まった。1924年11月28日には、孫文が神戸で「大亜細亜主義」の講義を行い、新しい展開が生まれ、イギリスのインドへの圧政とインド人への同情とその後の国際的孤立、欧米列強のブロック経済による経済的圧迫が日本に大アジア主義的思想を育て、それが明治以来のアジア主義や南進論とも重なり、「アジア・モンロー主義」が誕生し、大東亜共栄圏の建設を正当化する為の根拠としても利用された。
満洲事変以降、ワシントン体制に対抗する論理として本格的な展開を見せる。1934年4月、外務省情報部長であった天羽英二の非公式談話（天羽声明）は、欧米から「アジア・モンロー主義宣言」とみなされ、非難された。